# Goufan II
Goufan II est une localité du Cameroun, située dans l'arrondissement (commune) de Bafia, le département du Mbam-et-Inoubou et la région du Centre.

## Population
En 1966, Goufan II comptait 591 habitants, principalement des Bafia. Lors du recensement de 2005, on a dénombré 1 173 personnes.